# 새뮤얼 잉쿰
새뮤얼 잉쿰(영어: Samuel Inkoom, 1989년 6월 1일 ~ )은 가나의 축구 선수이며, 포지션은 수비수이다. 현재 에로브눌리리가의 삼트레디아 소속이다.